# Alpaca (dier)
De alpaca (Vicugna pacos) is een evenhoevig zoogdier uit Zuid-Amerika uit de familie van de kameelachtigen (Camelidae). De wetenschappelijke naam van de soort werd als Camelus pacos in 1758 gepubliceerd door Carl Linnaeus.

## Kenmerken
Alpaca's worden in de hoge Andes als boerderijdier gehouden. Ze hebben een schofthoogte van 90 cm en een lange hals, met een wollige vacht of lange lokken die soms tot aan de grond reiken. De vacht komt voor in meer dan 22 erkende kleurslagen. Bontgekleurde dieren zijn veel zeldzamer dan de dieren met andere kleuren. Ze worden gemiddeld 25 jaar oud.

## Voortplanting
De vrouwtjes werpen in het regenseizoen na een draagtijd van elf en een halve maand.

## Verspreiding
Een ruwe schatting gaat ervan uit dat er in de Andes meer dan drie miljoen alpaca's leven. 
Ze leven op de hoogvlakten van Ecuador, Bolivia, Chili, Uruguay en vooral Peru, met name de hoogvlakte van het Titicacameer in de districten Puno, Cusco en Arequipa. Alpaca's gedijen het beste op een hoogte van 4400-5300 meter waar een geringe relatieve luchtvochtigheidsgraad heerst. Ze geven wel de voorkeur aan gebieden met zachte, vochtige grond voor hun gevoelige pootjes, met mals gras en veel poelen om zich in te wentelen.

## Vacht
Alpaca's worden voornamelijk gehouden voor de wol. Door kruising met de vicuña is de kwaliteit van de wol sterk verbeterd. Er zijn twee verschillende typen alpaca's, die enkel verschillen in het type wol: de Huacaya heeft een zachte licht krullende vacht en de Suri heeft lange dikke lokken. 
Het scheren gebeurt jaarlijks. Veel alpaca's worden gehouden door de oorspronkelijke bewoners van de Andes ('Indianen'). De Indiaanse vrouwen kunnen de wol door te voelen in minstens vijf verschillende kwaliteitsklassen indelen. Er zijn ook speciale fokkerijen.

## Verwantschap
Behalve de alpaca bestaan er nog drie soorten lama's, de gedomesticeerde lama (Lama glama), de vicuña (Vicugna vicugna) en de guanaco (Lama guanicoe). De guanaco is de nauwst nog levende verwant van de gedomesticeerde lama, en mogelijk de wilde voorouder. Alle lamasoorten zijn nauw verwant aan elkaar en de hybrides zijn vruchtbaar.

## Afbeeldingen

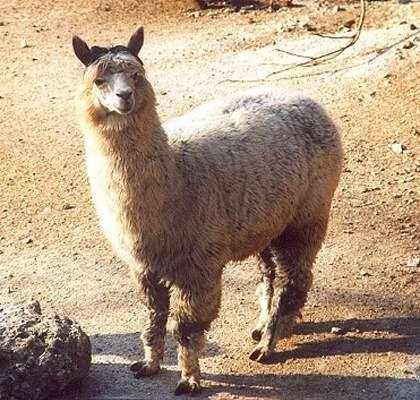
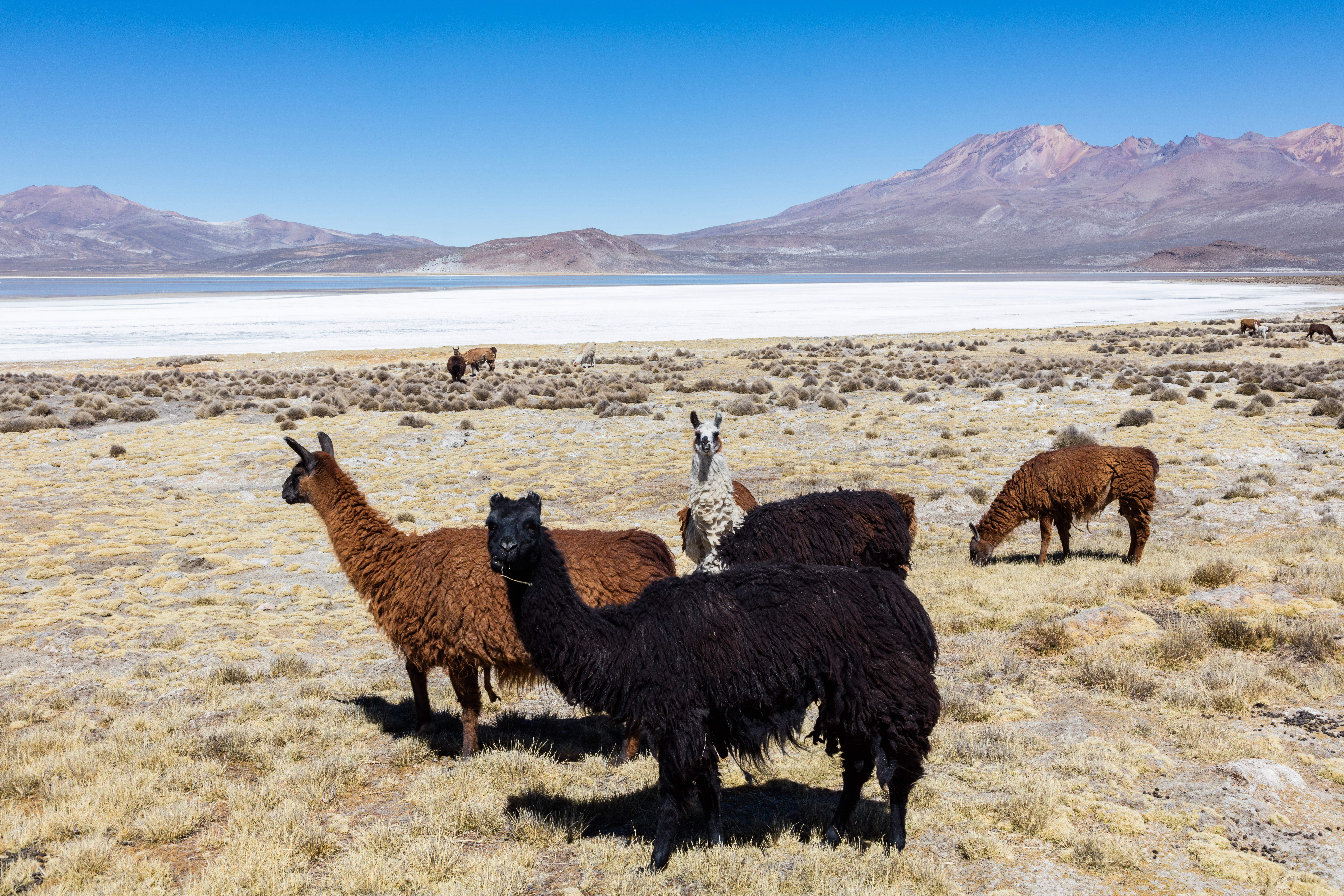
Alpaca's in Laguna de Salinas, Arequipa, Peru
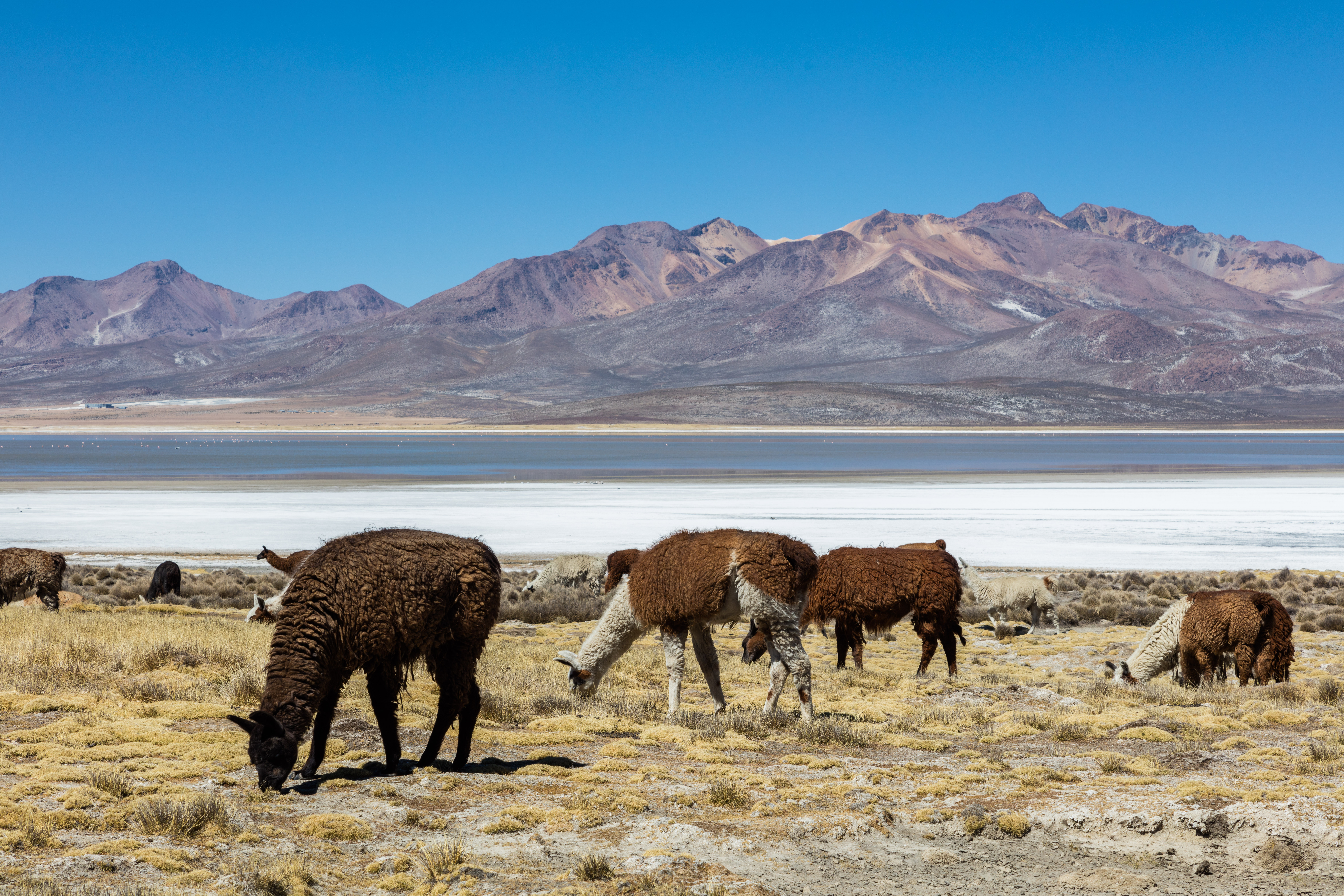
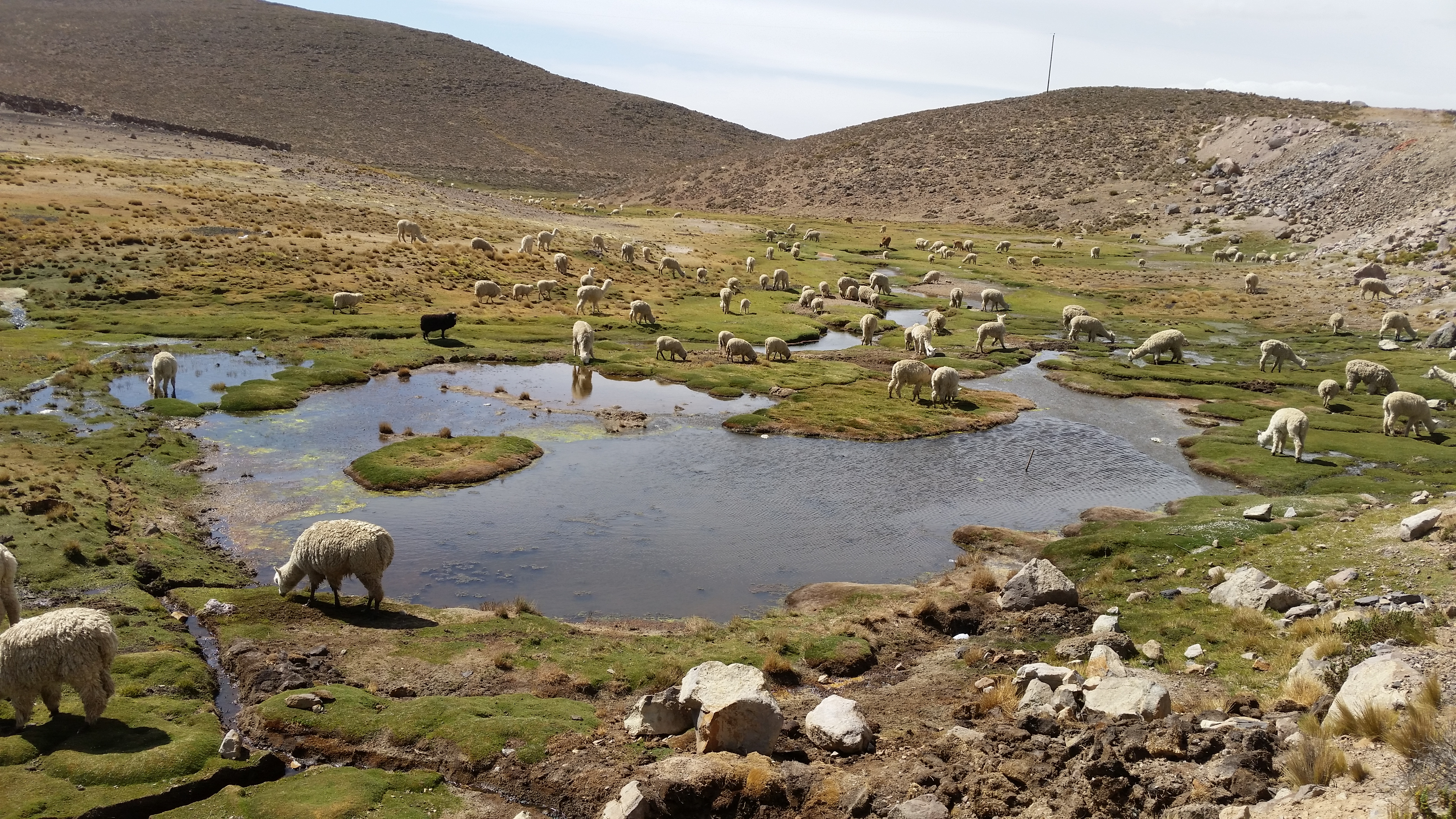
Bij het Soncollo-ravijn, noordoostelijk van de stad Arequipa, Peru
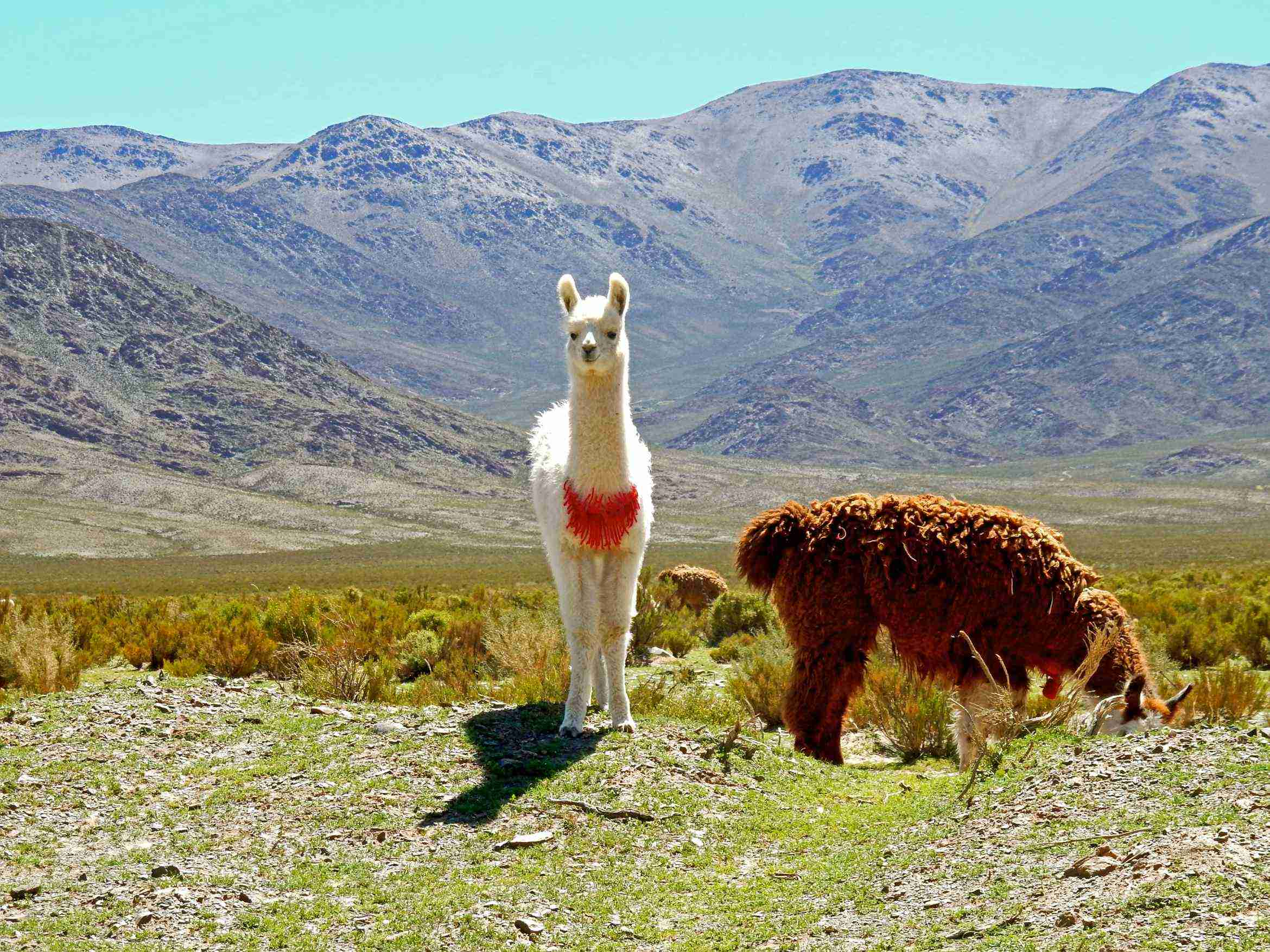
In de Andes van Argentinië